# 敌后便衣队传奇
《敌后便衣队传奇》，简称《敌后便衣队》，是一部2011年中国大陆拍摄的抗日题材电视连续剧。故事发生在抗日战争期间，新四军在淮北组织了便衣队以打击伪军。本剧由郑方南执导，嵇道青任总监，黄曼、庹宗华、洪卫、姜寒、关亚军等主演。该剧由中央新影集团等多家单位联合出品，中央电视台新影制作中心等单位联合摄制，南京军区政治部电视艺术中心承制。2012年4月，此剧在甘肃文化影视频道首播。2012年5月，《敌后便衣队传奇》登陆中央电视台综合频道上午档。首播近五年后，此剧因“包子雷”、“蔬菜雷”、“尿液触发雷”等内容引发争议。

## 制作
2011年3月，《敌后便衣队传奇》获得了国家广播电影电视总局的拍摄许可。随后，中央新影集团、徐州广播电视台邀请路海波、李洋、魏云辉、嵇道青、蔡传道等人研讨剧本。2011年4月20日，该剧在浙江横店影视城开机。6月上旬，剧组转场山东枣庄和江苏徐州等地继续拍摄。剧中部分片段在徐州吕梁山景区、窑湾古镇、马陵山、贾汪大洞山等地拍摄。7月14日凌晨，《敌后便衣队传奇》在山东枣庄葫芦套影视基地正式杀青。全片拍摄用了83天的时间，比计划提前了7天。
《敌后便衣队传奇》由中央新影集团、徐州广播电视台、宁夏广播电视总台、南京军区政治部前线文工团、北京现代天幕影视文化传播有限公司等多家单位联合出品。联合摄制单位包括中央电视台新影制作中心、江苏省大汉影视文化传播有限公司、神华集团宁夏亘元集团、江苏光线传媒有限公司等。此剧的承制单位是南京军区政治部电视艺术中心。

## 剧情
抗日战争时期，日军组织了伪军进攻根据地、暗杀抗日干部。在一次迎亲中，伪军化妆杀死了抗日武装的骨干队员，激起民愤。为此，新四军在淮北组织了敌后便衣队。便衣队大队长陈忠华、女政委贺兰、参谋长关涛等执行了拔据点、策反、反特锄奸、敌后侦察、深入敌营惩办叛徒匪首等任务。

## 演员表
| 角色   | 演員     | 简介 |
| 贺兰   | 黄曼     |      |
| 陈忠华 | 庹宗华   |      |
| 关涛   | 洪卫     |      |
| 龙雨   | 洪涛     |      |
| 焦冬春 | 赵艺然   |      |
| 汪晓阳 | 宋柳     |      |
| 藤野   | 关亚军   |      |
| 刘葫芦 | 姜寒     |      |
| 喜子   | 樊响天闻 |      |
| 高德良 | 夏侯镔   |      |
| 十三姨 | 程愫     |      |

## 播出
《敌后便衣队传奇》2012年4月在甘肃文化影视频道首播。2012年5月17日，《敌后便衣队传奇》登陆中央电视台综合频道，在上午档播出，每日两集，至5月30日全部播出完毕。此剧在湖南、内蒙古、山东、江苏等共计三十家电视台播出。
《敌后便衣队传奇》除28集版本之外，还有34集版本。

## 影响
据载，该剧在云南卫视播出后反响强烈。在湖南电视台黄金时段播出时湖南省内收视率为8.38％，位列同时期该省收视第一名。在央视国际网站的四百余部点播剧中，《敌后便衣队传奇》当时评分最高。在网络100频道的战争剧中，此剧收视率当时排名第一。优酷网上，该剧的点播量超过三百万人次。
《敌后便衣队传奇》获第27届中国电视金鹰奖优秀电视剧三等奖。该剧与另外七部作品获得江苏省文学艺术界联合会、江苏省广播电视总台、江苏省电视艺术家协会联合评选的第28届江苏省电视金凤凰奖电视剧奖最佳作品奖。

### 争议
《敌后便衣队传奇》播出近五年之后重新引发了中国大陆网民关注。2017年3月，此剧第一集“包子雷”的片段在网络上热传。剧中，红军拟在淮北军区成立便衣大队，通过一场比武大会选拔队员。自称“爆破王”的马洛带来了自制的“包子雷”。他咬一口包子，再把包子扔出去，包子就爆炸了。马洛随后还拿出了一个箱子，箱子里有“蔬菜雷”，包括西红柿、黄瓜、胡萝卜、辣椒等，既能吃又能炸。他还拿出了一个夜壶，内装“尿液触发雷”，只要有人往壶里撒尿夜壶就会爆炸。除了“包子雷”外，日军旅团长的东北口音、类似塔防游戏的装备描述、新四军及国民党军的“先进装备”以及“防弹裤衩”等雷人剧情也引发网友吐槽。
有媒体批评称，这是对抗战历史的“恶意消费和亵渎”。《新华日报》刊发评论认为，此剧首播于“抗日神剧”火热的2012年，“抗日神剧”由于受到整治至2017年已经没落，在2017年翻出老剧、热炒“包子雷”概念是“挖坟党”和“标题党”的行为，应该加大整治这种“标题党”的行为。